# Весјегонски рејон
Весјегонски рејон (рус. Весьегонский район) административно-територијална је јединица другог нивоа и општински рејон на крајњем североистоку Тверске области, у европском делу Руске Федерације.
Административни центар рејона је град Весјегонск. Према проценама националне статистичке службе, на подручју рејона је 2014. живело 10.039 становника или у просеку 5,88 ст/км².

## Географија
Весјегонски рејон обухвата територију површине 2.047 км² и по површини је међу средњим рејонима Тверске области. Граничи се на југу са Краснохолмским рејоном на југу, на југозападу је Молоковски, а на западу Сандовски рејон. На североистоку је Вологдска, а на истоку Јарославска област.
Цела територија рејона лежи на заравњеном подручју западно од вештачког Рибинског језера, чијом градњом током 1940-их година је потопљен највећи део доњег тока реке Мологе. Река Молога, која је уједно и најважнији водоток у рејону је и североисточна граница рејона. Важнији водотоци су још и реке Кесма и Рења које се директно уливају у језеро.

## Историја
Весјегонски рејон успостављен је 12. јула 1929. године као административна јединица у границама Бежечког округа Московске области, а настао је од делова некадашњих Весјегонске, Љубегошке, Чемеровске и Кесемске парохије Тверске губерније. У границама Тверске, односно Калињинске области је од краја јануара 1935. године.
Градњом вештачког Рибинског језера један значајан део рејонске територије, укључујући и средиште града Весјегонска је потопљен. Већина рејонског становништва је била присиљена да промени место боравка, те је рејон због депопулизације привремено распуштен 1940. године. Поново је успостављен 1949. године.
Јужни делови територије данашњег рејона су у периоду 1935−1956. били засебна административна јединица Овинишченски рејон.

## Демографија и административна подела
Према подацима пописа становништва из 2010. на територији рејона је живело укупно 13.481 становник, а од тог броја у административном центру рејона је живело више од половине укупне популације. Према процени из 2014. у рејону је живело 10.039 становника, или у просеку 5,88 ст/км².
| 1959.  | 1970.  | 1989.  | 2002.  | 2010.  | 2014.   |
| ------ | ------ | ------ | ------ | ------ | ------- |
| 22.678 | 14.031 | 19.879 | 16.517 | 13.481 | 10.039* |

Напомена: према процени националне статистичке службе.
На подручју рејона постоје укупно 263 сеоска и једно урбано насеље, административно подељени на 7 сеоских и једну урбану општину. Административни центар рејона је град Весјегонск .